# Hòn đảo ổn định

Biểu đồ ba chiều của hòn đảo ổn định giả thuyết

Trong vật lý hạt nhân, thuật ngữ hòn đảo ổn định hay đảo bền vững (tiếng Anh: island of stability) miêu tả một loạt đồng vị nguyên tố siêu urani chưa khám phá được đưa ra trong lý thuyết là rất ổn định hơn các nguyên tố khác. Theo dự đoán, chu kỳ bán rã phóng xạ của chúng nó sẽ ít nhất được tính bằng phút hay ngày thay vì bằng giây, trong khi một số nhà khoa học dự đoán chu kỳ bán rã tới hàng triệu năm.

## Lý thuyết và nguồn gốc
Glenn T. Seaborg đưa ra khái niệm "hòn đảo ổn định" lần đầu tiên với giả thuyết rằng hạt nhân nguyên tử gồm có các "vỏ" giống như cấu trúc của các vỏ điện tử lớn hơn trong nguyên tử. Trong cả hai trường hợp, các vỏ chỉ là nhóm mức năng lượng lượng tử nằm gần nhau. Mức năng lượng của các trạng thái lượng tử trong hai vỏ khác nhau sẽ có khe năng lượng lớn. Khi các mức năng lượng của một vỏ trong hạt nhân đầy neutron và proton, năng lượng liên kết từng nucleon sẽ tăng lên tới cực đại tương đối và do đó cấu hình này sẽ có chu kỳ lâu dài hơn các đồng vị nằm gần mà không có vỏ đầy.
Một vỏ đầy sẽ có các "con số kỳ diệu" (magic number) neutron và proton. Một con số neutron kỳ diệu có thể xảy ra cho hạt nhân hình cầu là 184, và một vài số proton tương ứng là 114, 120, và 126 – điều này có nghĩa là các đồng vị hình cầu ổn định nhất sẽ là flerovi-298, unbinili-304, và unbihexi-310. Đặc biệt là 310
Ubh, một nguyên tố "kỳ diệu hai mặt" (vì cả số proton 126 và số neutron 184 đều được coi là con số kỳ diệu) và do đó chắc có chu kỳ bán rã rất lâu dài. (Hạt nhân hình cầu kỳ diệu hai mặt nhẹ thứ hai là chì-208, tức là hạt nhân ổn định nặng nhất và kim loại nặng ổn định nhất.)
Theo cuộc nghiên cứu gần đây, các hạt nhân bị méo mó, làm cho các con số kỳ diệu bị chệch. Hassi-270 hiện được hiểu là một đồng vị có hạt nhân méo kỳ diệu hai mặt, với các con số kỳ diệu méo 108 và 162. Tuy nhiên, nó chỉ có chu kỳ bán rã 3,6 giây (xem hassi).
Các nhà khoa học đã tạo ra các đồng vị có đủ proton để nằm trên một hòn đảo ổn định nhưng không có đủ neutron để tiến gần "bờ biển" của hòn đảo này. Có thể là các nguyên tố này có thuộc tính hóa học bất thường và, nếu có đồng vị với chu kỳ đủ lâu, có thể có sẵn để ứng dụng thực hành (thí dụ dùng làm bia bắn trong máy gia tốc hạt cũng như nguồn neutron).

## Chu kỳ bán rã của các nguyên tố đánh số cao nhất
Tất cả các nguyên tố có số nguyên tử trên 82 (chì) là bất ổn, và "sự ổn định" (chu kỳ bán rã của đồng vị lâu đời nhất đã biết) của các nguyên tố thường giảm xuống trong khi các số nguyên tử tăng lên, từ urani (92) là một nguyên tố ổn định tương đối tới nguyên tố nặng nhất đã biết, ununocti (118). Nó tăng lên tí ti vào khoảng các nguyên tố từ 110 đến 113, vùng này được đưa ra trong lý thuyết là nơi bắt đầu của hòn đảo ổn định. Bảng sau có các đồng vị lâu đời nhất được quan sát của các nguyên tố nặng nhất:
| Số  | Tên         | Đồng vị lâu đời nhất | Chu kỳ bán rã  | Bài                     |
| --- | ----------- | -------------------- | -------------- | ----------------------- |
| 100 | Fermi       | 257Fm                | 101 ngày       | Đồng vị của fermi       |
| 101 | Mendelevi   | 258Md                | 52 ngày        | Đồng vị của mendelevi   |
| 102 | Nobeli      | 259No                | 58 phút        | Đồng vị của nobeli      |
| 103 | Lawrenci    | 262Lr                | 3,6 giờ        | Đồng vị của lawrenci    |
| 104 | Rutherfordi | 267Rf                | 1,3 giờ        | Đồng vị của rutherfordi |
| 105 | Dubni       | 268Db                | 29 giờ         | Đồng vị của dubni       |
| 106 | Seaborgi    | 271Sg                | 1,9 phút       | Đồng vị của seaborgi    |
| 107 | Bohri       | 270Bh                | 61 giây        | Đồng vị của bohri       |
| 108 | Hassi       | 277Hs                | ~12 phút       | Đồng vị của hassi       |
| 109 | Meitneri    | 278Mt                | 7,6 giây       | Đồng vị của meitneri    |
| 110 | Darmstadti  | 281Ds                | 11 giây        | Đồng vị của darmstadti  |
| 111 | Roentgeni   | 281Rg                | 26 giây        | Đồng vị của roentgeni   |
| 112 | Copernixi   | 285Cn                | 29 giây        | Đồng vị của copernixi   |
| 113 | Nihoni      | 286Nh                | 19,6 giây      | Đồng vị của ununtri     |
| 114 | Flerovi     | 289Fl                | 2,6 giây       | Đồng vị của flerovi     |
| 115 | Moscovi     | 289Mc                | 220 mili giây  | Đồng vị của ununpenti   |
| 116 | Livermori   | 293Lv                | 61 mili giây   | Đồng vị của livermori   |
| 117 | Tennessine  | 294Ts                | 78 mili giây   | Đồng vị của ununsepti   |
| 118 | Oganesson   | 294Og                | 0,89 mili giây | Đồng vị của ununocti    |

(Lưu ý rằng đồng vị lâu đời nhất của các nguyên tố 109–118 luôn là đồng vị nặng nhất đã khám phá, cho nên các đồng vị nặng hơn và lâu đời hơn có thể được khám phá trong tương lai.)
Để so sánh, nguyên tố dưới 100 có chu kỳ ngắn nhất là franci (nguyên tố số 87) có chu kỳ bán rã chỉ tới 22 phút.

Bảng tuần hoàn được tô đậm theo chu kỳ bán rã của đồng vị ổn định nhất.
Nguyên tố ổn định
Nguyên tố phóng xạ có chu kỳ bán rã hơn 4 triệu năm
Chu kỳ bán rã từ 800 đến 34.000 năm
Chu kỳ bán rã từ 1 ngày đến 103 năm
Chu kỳ bán rã từ 1 phút đến 1 ngày
Chu kỳ bán rã không tới 1 phút